# Leipziger Weihnachtsmarkt

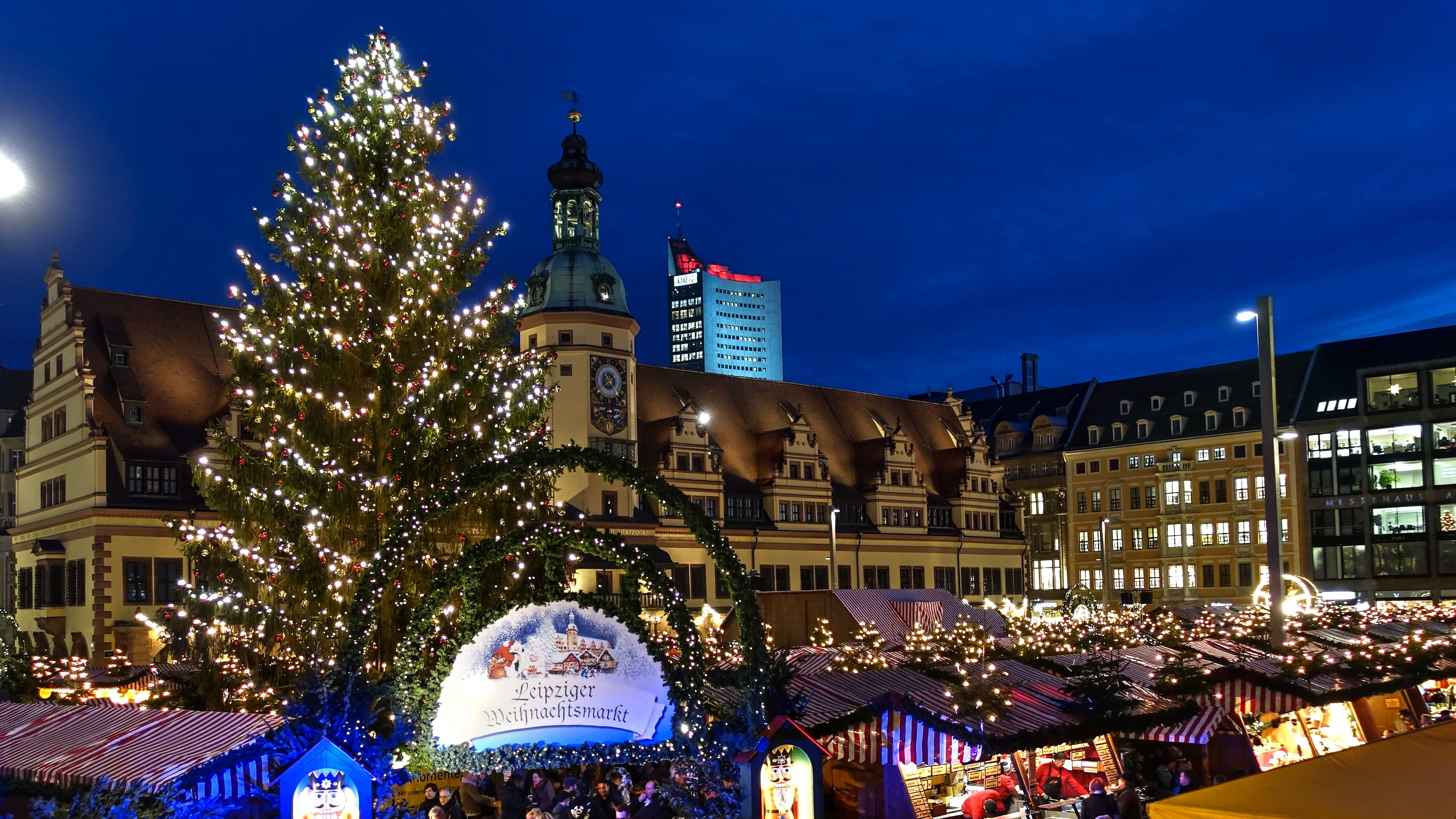
Blick zur blauen Stunde über den Marktplatz und zum Alten Rathaus (2019)

Der Leipziger Weihnachtsmarkt gehört zu den ältesten Weihnachtsmärkten in Deutschland. Er findet jährlich von Ende November bis zum 23. Dezember auf dem Marktplatz und den angrenzenden Straßen statt und gehört mit etwa 300 Ständen und über 2,8 Millionen Besuchern (2019) zu den größten Weihnachtsmärkten in Deutschland.

## Geschichte

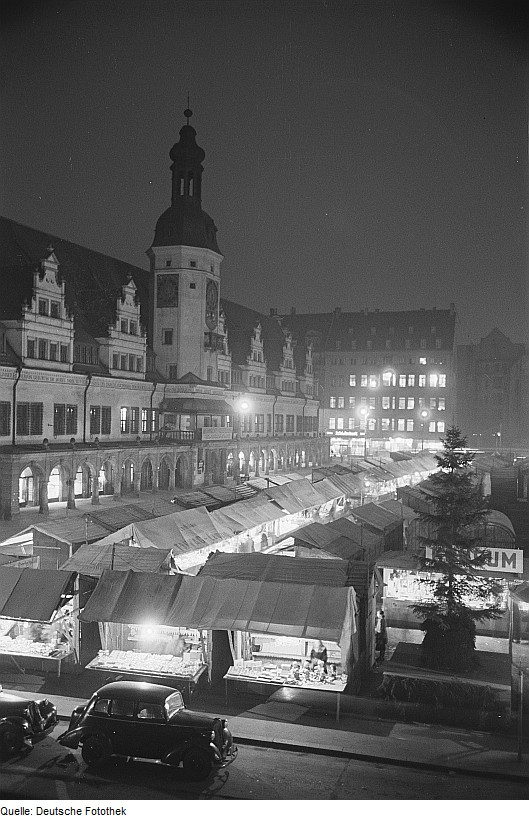
Leipziger Weihnachtsmarkt (1950)

Seine Geschichte reicht bis ins Jahr 1458 zurück. In Aufzeichnungen von Johann Jacob Vogel von 1714 findet sich der Vermerk:

„Anno 1458. Hat Churfürst Friedrich Marggraff zu Meissen und Hertzog zu Sachsen / den Weynachtsmarckt öffentlich ausgeschrieben / und die Stadt / wegen der geleisteten treuen Dienste / so Ihme von dem Rathe / und der Bürgerschafft erwiesen / damit begnadiget.“

Er ist damit neben dem Münchener Christkindlmarkt (1310), Bautzener Wenzelsmarkt (1384), Frankfurter Weihnachtsmarkt (1393), Dresdner Striezelmarkt (1434) und Halleschen Weihnachtsmarkt (1464) einer der ältesten Weihnachtsmärkte Deutschlands.
Die für 2020 und 2021 geplanten Weihnachtsmärkte fielen aufgrund der COVID-19-Pandemie aus.

## Kultureller Rahmen
Eröffnet wird der Markt durch die Kulturbürgermeisterin Skadi Jennicke, den Thomanerchor sowie das Jugend- & Blasorchester Leipzig. Täglich 18 Uhr spielen traditionell Turmbläser vom Balkon des Alten Rathauses. Auf der Marktbühne finden weitere Konzerte statt. Alle zwei Jahre findet die erzgebirgische Bergparade statt, ein Zug einer Blaskapelle mit sieben Bergmannskapellen mit 265 Bergmusikern und rund 370 Uniformträgern.

## Attraktionen

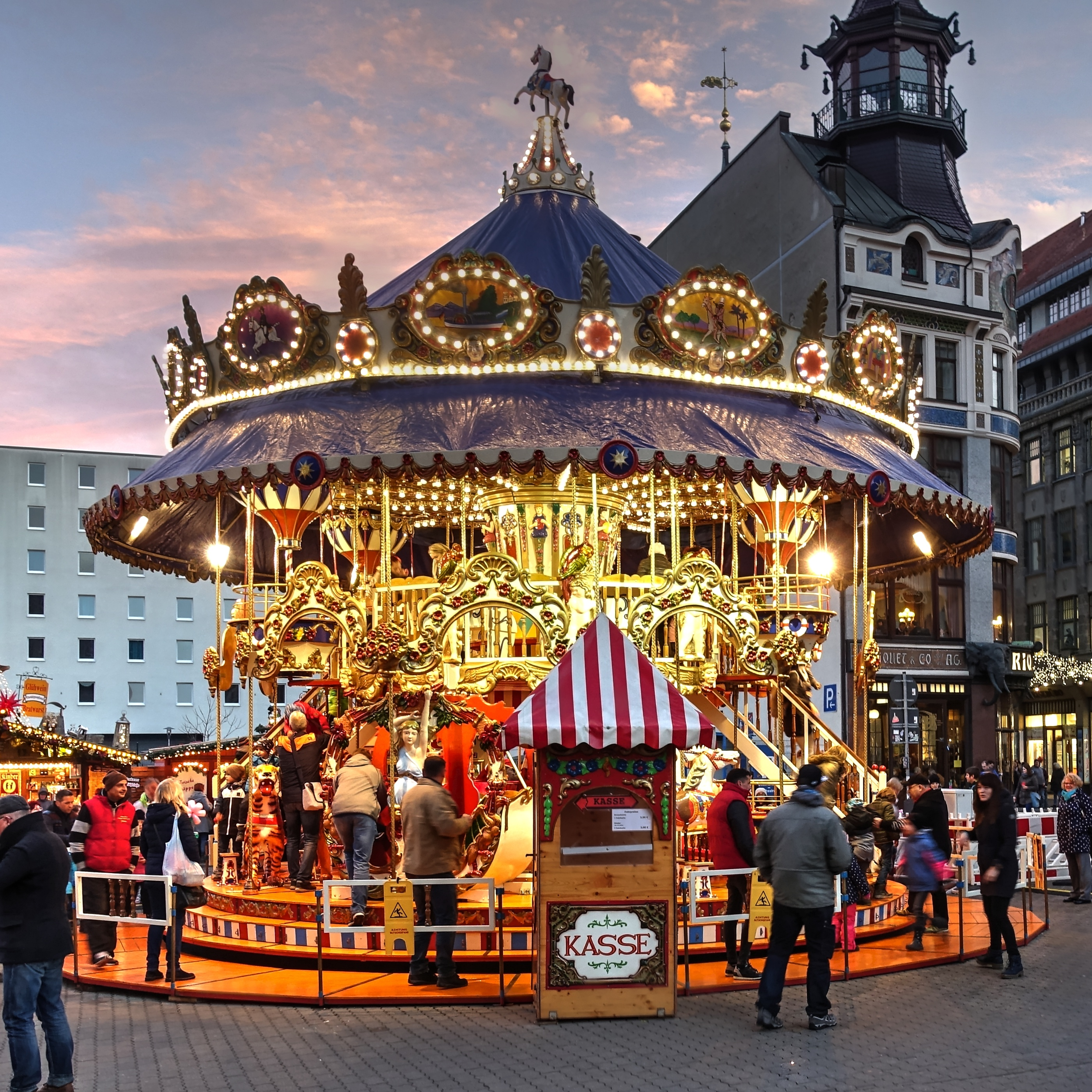
Nach dem historischen Original wieder aufgebautes Etagenkarussell (2019)

Der Markt bietet mehrere Bereiche, unter anderem ein Märchenland für Kinder auf dem Augustusplatz, einen historischen Markt auf dem Naschmarkt, eine Weihnachtskrippe mit echten Schafen, eine acht Meter hohe erzgebirgische Weihnachtspyramide auf dem Nikolaikirchhof und ein finnisches Dorf auf dem Augustusplatz. Auf dem Marktplatz befindet sich die etwa 20 Meter hohe Weihnachtstanne, meist eine Fichte aus der Region.
Das Südtiroler Dorf ist ein beliebter Treffpunkt auf dem Augustusplatz während des Leipziger Weihnachtsmarktes. Bei alpenländischer Musik an werden Tiroler Gerichte angeboten.
Das historische Etagenkarussell ist eine besondere Attraktion des Weihnachtsmarktes am Salzgäßchen. Das in Teilen über 100 Jahre alte Karussell fiel vor der Eröffnung des Marktes im November 2009 einem Brand durch Kurzschluss zum Opfer. 2010 wurde das Etagenkarussel originalgetreu wieder aufgebaut. Seit 2010 existiert die „Wichtelwerkstatt“, in der Kinder basteln können, 2017 wurde sie komplett renoviert und wiedereröffnet.
Eine spezielle und auch recht groß zelebrierte Leipziger Tradition ist die Ankunft des Weihnachtsmannes in der Stadt. Jedes Jahr am Samstag vor dem ersten Advent um 11 Uhr empfangen zahlreiche Kinder mit ihren Eltern den Weihnachtsmann und sein Gefolge im Hauptbahnhof, wo er mit einem Sonderzug einfährt. Danach geleiten sie seine Kutsche samt Blaskapelle quer durch die Stadt bis zum Marktplatz. Dort hält der Weihnachtsmann dann bis zum Ende des Weihnachtsmarktes jeden Tag seine Sprechstunde ab.
Eine weitere Attraktion auf dem Weihnachtsmarkt war der von 1997 bis 2012 aufgestellte und mit 857 Quadratmetern laut Guinness-Buch der Rekorde, größte freistehende Adventskalender der Welt an der Fassade eines Hauses im Böttchergässchen mit drei mal zwei Meter großen Fenstern. Er wurde von Schülern Leipziger Schulen und der Musikschule Johann Sebastian Bach bespielt. Wegen Vandalismus-Schäden wurde der Kalender ab 2013 nicht mehr aufgebaut.

## Angebot
Rund ein Drittel der Stände bietet Back- und Süßwaren wie etwa gebrannte Mandeln, Pulsnitzer Pfefferkuchen oder Dresdner Stollen, andere Speisen und Getränke an. Den größten Anteil bilden qualitativ hochwertige Händler, Schausteller und Handwerker. Angeboten werden unter anderem Holzschnitzereien der Erzgebirgische Volkskunst und anderes Kunsthandwerk.

## Bilder

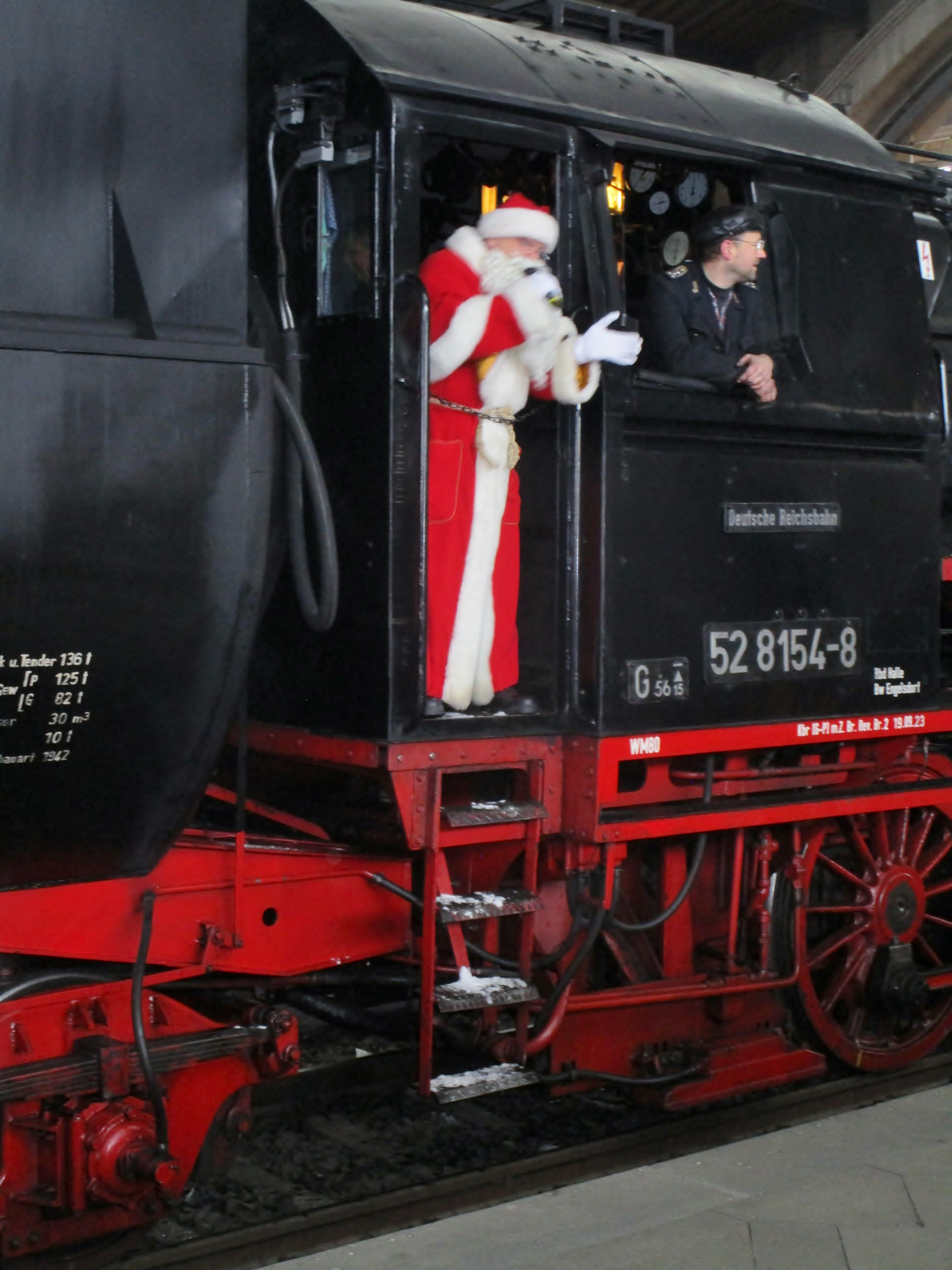
Ankunft des Weihnachtsmannes (2023)
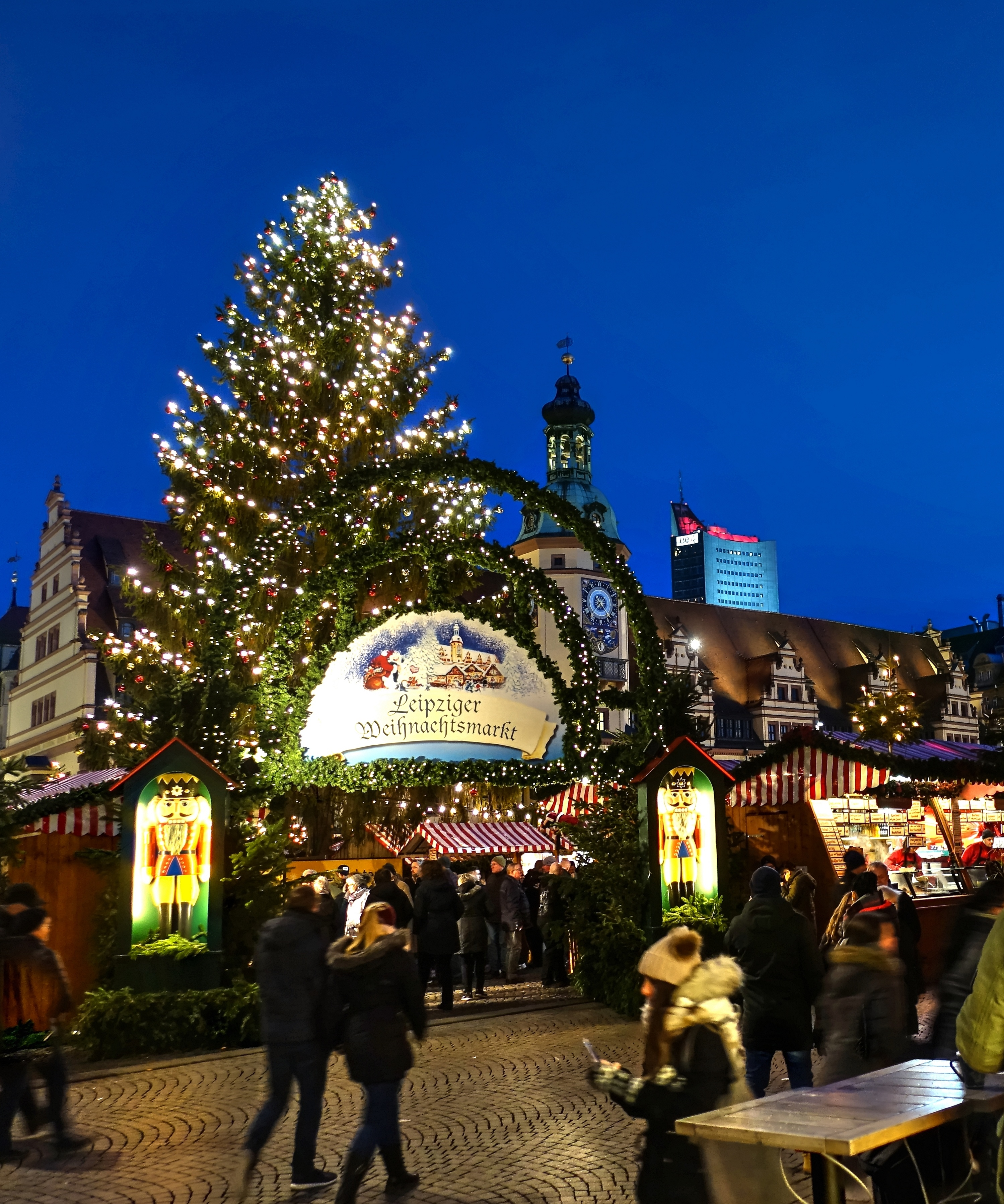
Eingang zum Weihnachtsmarkt von der Nordwest-Ecke des Marktes
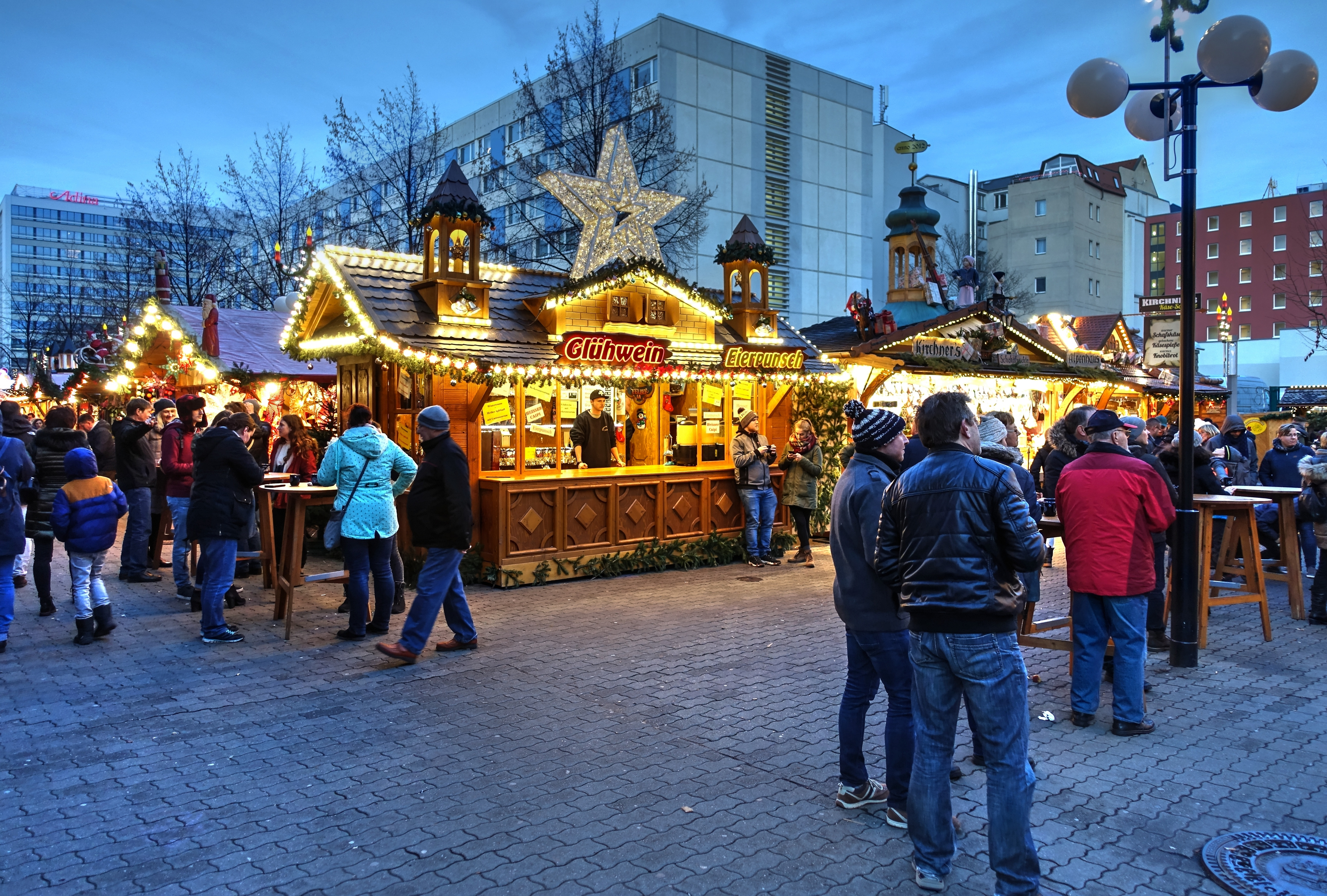
Glühweinstand an der Reichsstraße Ecke Salzgäßchen
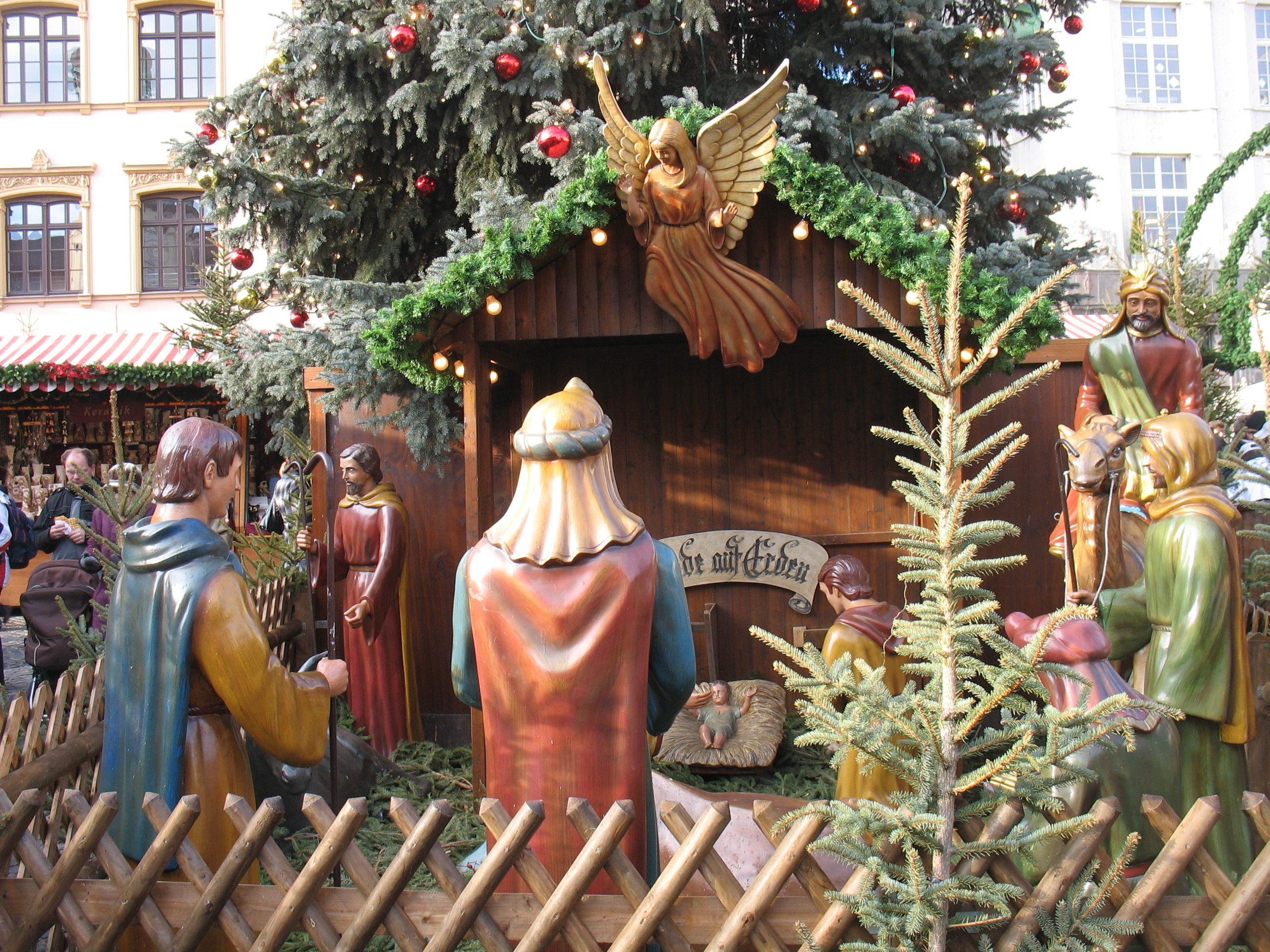
Leipziger Weihnachtskrippe
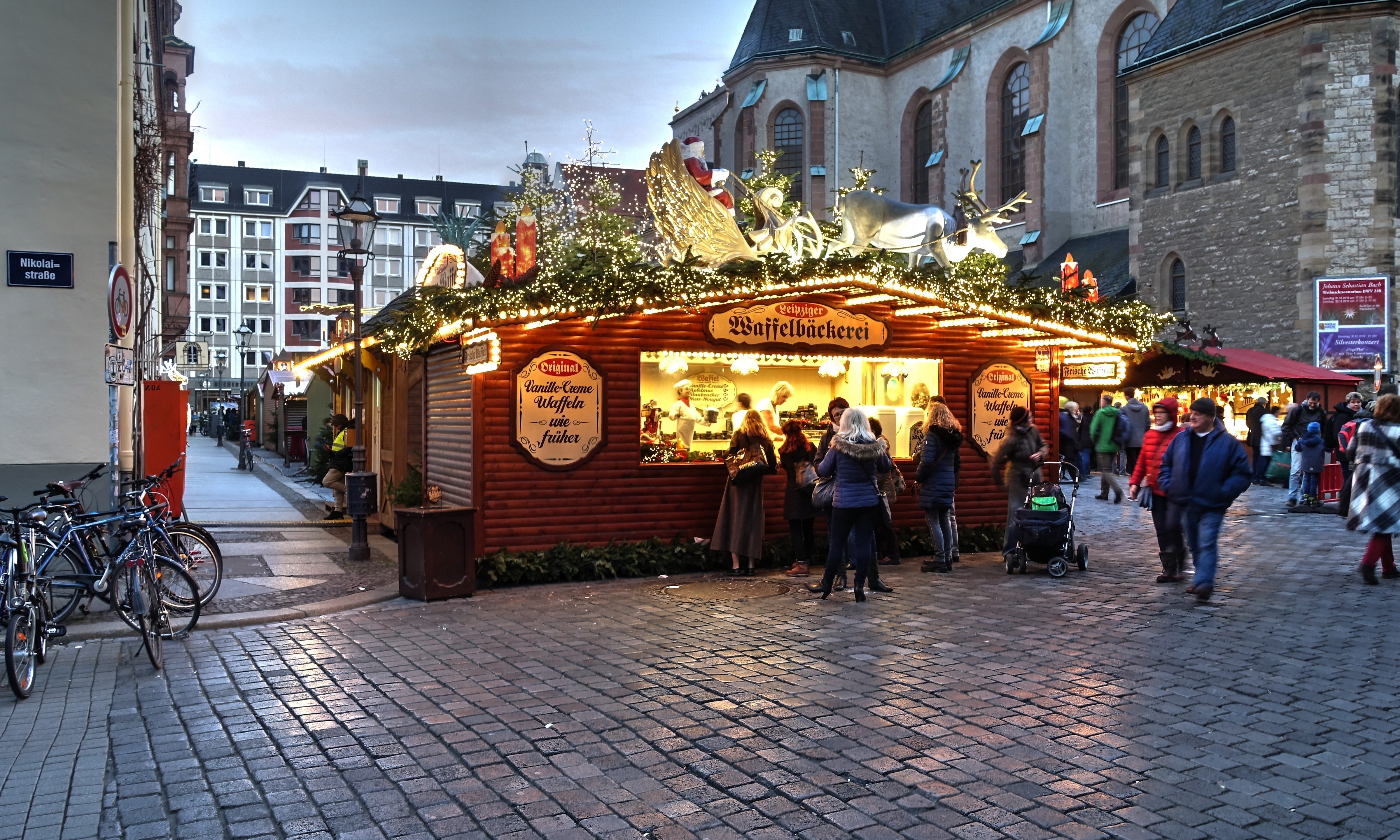
Waffelbäckerei auf dem Nikolaikirchhof Ecke Nikolaistraße
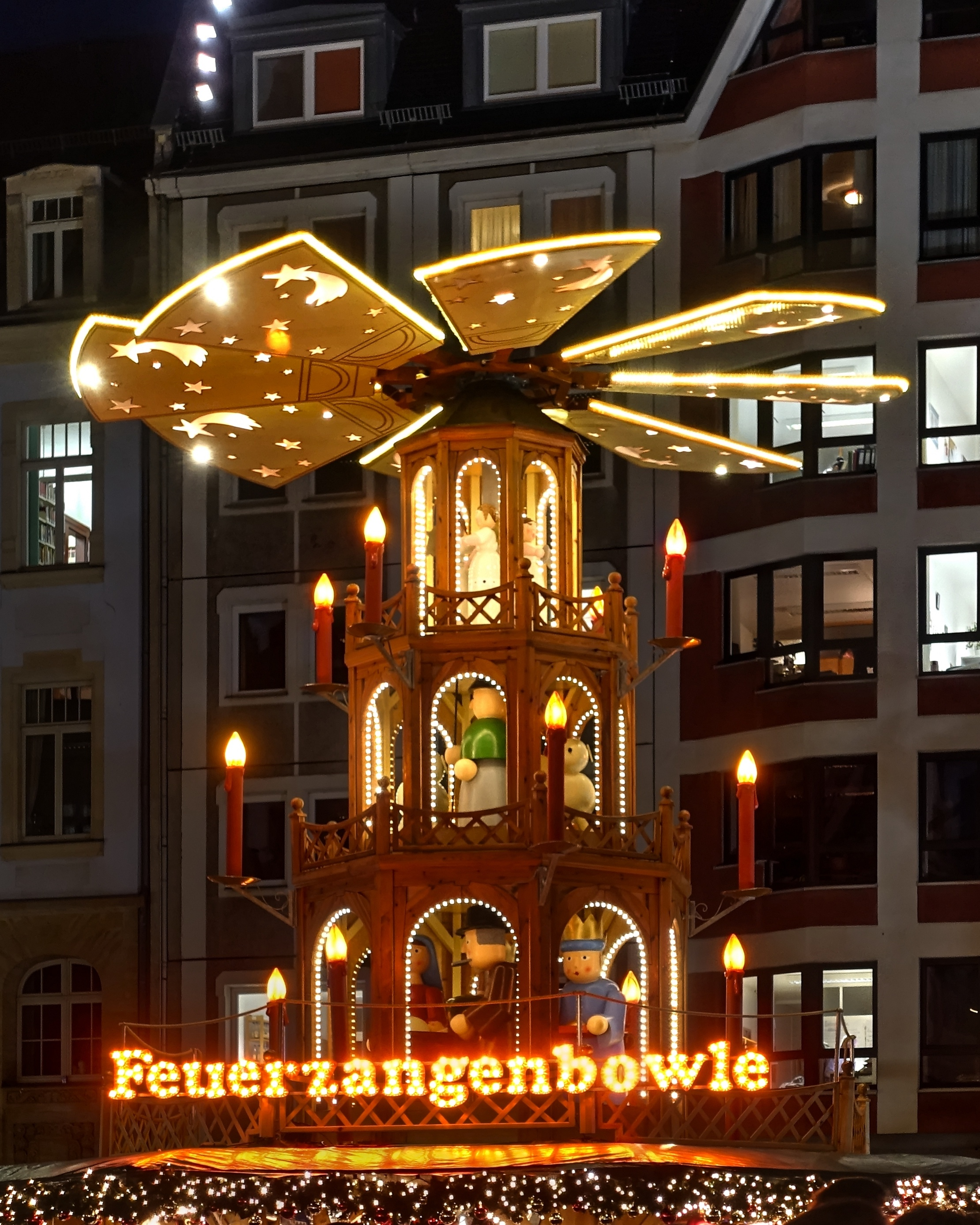
Weihnachtspyramide auf dem Stand der Feuerzangenbowle im Nikolaikirchhof
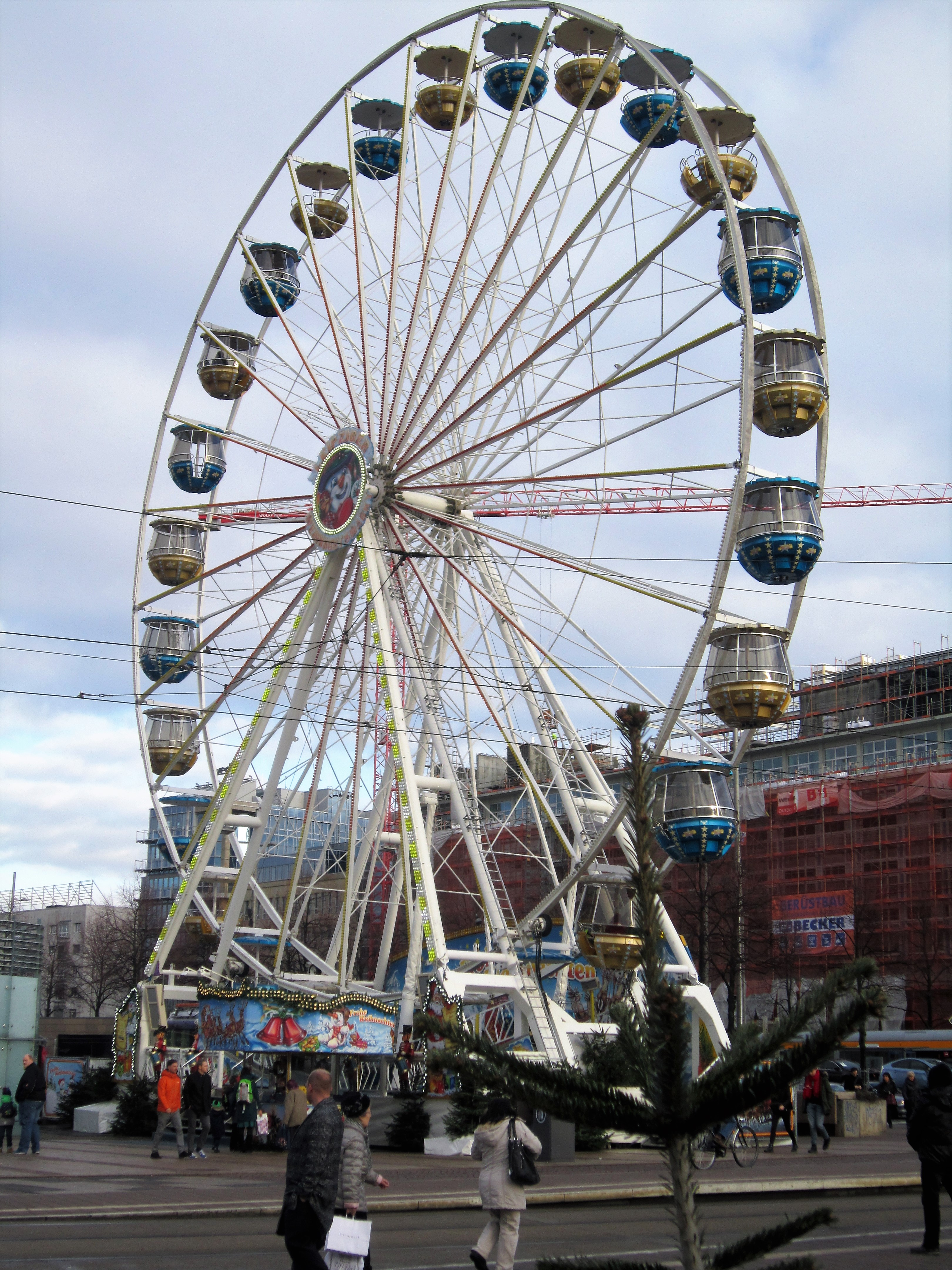
Riesenrad auf dem Augustusplatz (2017)